# قانون مكملات أسعار الأعمال لعام 2009
قانون مكملات أسعار الأعمال لعام 2009 هو قانون صادر عن برلمان المملكة المتحدة. يحاول القانون صناعة قوة لفرض مكملات أسعار الأعمال. كما يحاول أن يعطي تأثيرًا للمقترحات الواردة في ورقة الأمر «مكملات أسعار الأعمال: مستند تقني» (سم 7230).
دخلت الأقسام 28 إلى 32 حيز التنفيذ في 2 يوليو 2009. دخل باقي القانون باستثناء القسم 16 (5)، والجدول 2، حيز التنفيذ في إنجلترا في 19 أغسطس 2009.